# Butyl-akrylát
Butyl-akrylát je organická sloučenina, jeden z esterů kyseliny akrylové.

## Použití
Butyl-akrylát se používá na výrobu řady látek, ty mohou být součástmi barev, tmelů, nátěrů, lepidel, paliv, textilních materiálů a plastů.

## Biochemie
V tělech hlodavců se butyl-akrylát metabolizuje působením enzymu karboxylesterázy nebo reakcemi s glutathionem; metabolity jsou kyselina akrylová, butan-1-ol a kyselina merkapturová, které se následně vylučují močí, výkaly a v podobě oxidu uhličitého.

## Výroba a příprava
Butyl-akrylát lze získat několika způsoby, například z acetylenu, butan-1-olu, oxidu uhelnatého, tetrakarbonylu niklu a kyseliny chlorovodíkové. Další možností je reakce butanolu s methyl-akrylátem nebo kyselinou akrylovou.

## Bezpečnost
Butyl-akrylát je velmi reaktivní a za vyšších teplot nebo přítomnosti peroxidů se snadno polymerizuje, a tak se do něj často přidávají inhibitory polymerizace, jako je například hydrochinon. Reaguje se silnými kyselinami a zásadami, aminy, halogeny, sloučeninami vodíku a oxidačními činidly.
Do těla se může butyl-akrylát dostat vdechnutím, absorpcí přes kůži či spolknutím. Způsobuje podráždění očí, kůže a horních cest dýchacích.